# Bifaxarioidea
Bifaxarioidea zijn een superfamilie van mosdiertjes (Bryozoa) uit de orde van de Cheilostomatida. De wetenschappelijke naam ervan werd in 1884 voor het eerst geldig gepubliceerd door Busk.

## Families
- Bifaxariidae Busk, 1884
- Mixtopeltidae Gordon, 1994